# Mrugavadhe, Tirthahalli
Mrugavadhe là một làng thuộc tehsil Tirthahalli, huyện Shimoga, bang Karnataka, Ấn Độ.